# Oljokminsk
Oljokminsk (Russisch: Олёкминск; Jakoets: Өлүөхүмэ) is een stad in de Russische autonome republiek Jakoetië. De stad ligt op de linkeroever van de rivier de Lena, nabij de monding van de Oljokma, 530 km ten zuidwesten van Jakoetsk.
De nederzetting werd in 1635 gesticht en verkreeg de stadsstatus in 1783.

## Demografie
| 1959  | 1989   | 2002   | 2005  |
| ----- | ------ | ------ | ----- |
| 7.600 | 11.478 | 10.003 | 9.500 |

Oeloesen: Abyjski · Aldanski · Allaichovski · Amginski · Anabarski · Boeloenski · Verchneviljoejski · Verchnekolymski · Verchojanski · Viljoejski · Gorny · Zjiganski · Kobjajski · Lenski · Megino-Kangalasski · Mirninski · Momski · Namski · Nerjoengrinski · Nizjnekolymski · Njoerbinski · Ojmjakonski · Olenjokski · Oljokminski · Srednekolymski · Soentarski · Tattinski · Tomponski · Oest-Aldanski · Oest-Majski · Oest-Janski · Changalasski · Tsjoeraptsjinski · Eveno-Bytantajski

Bestuurlijk centrum: Jakoetsk

Grote steden: Aldan · Lensk · Mirny · Nerjoengri · Njoerba · Oedatsjny · Oljokminsk · Pokrovsk · Srednekolymsk · Tommot · Verchojansk · Viljoejsk